# Carl Bonde
Carl Gustaf Bonde (Mörkö, 28 aprile 1872 – Hörningsholm, 13 giugno 1957) è stato un cavaliere svedese, campione olimpico nell'equitazione a Stoccolma 1912.

## Biografia
Il conte Bonde, questo il suo titolo nobiliare, sedici anni dopo essersi laureato campione olimpico a Stoccolma 1912 nel dressage individuale, conquista l'argento nella prova a squadre a Amsterdam 1928.

## Palmarès
| Anno | Manifestazione  | Sede      | Evento               | Risultato |
| ---- | --------------- | --------- | -------------------- | --------- |
| 1912 | Giochi olimpici | Stoccolma | Dressage individuale | Oro       |
| 1928 | Giochi olimpici | Amsterdam | Dressage a squadre   | Argento   |